# جيمي كلارك (لاعب اتحاد الرغبي)
جيمي كلارك (بالإنجليزية: Jimmy Clark)‏ هو لاعب اتحاد الرغبي أسترالي، ولد في 9 سبتمبر 1908 في Mount Perry, Queensland ‏ في أستراليا، وتوفي في 11 أبريل 1979.